# Whitehorse City
Whitehorse City is een Local Government Area (LGA) in Australië in de staat Victoria. Whitehorse City telt 145.137 inwoners. De hoofdplaats is Nunawading.